# Оборачиваемость дебиторской задолженности
Оборачиваемость дебиторской задолженности (англ. Receivables turnover ratio или Average Collection Period) — финансовый показатель, показывающий эффективность компании в работе с покупателями в части взыскания дебиторской задолженности, а также отражающий политику организации в отношении продаж в кредит. Является одним из важных индикаторов, позволяющих оценить, насколько эффективно фирма использует свои активы.
Рассчитывается следующим образом:  
Коэффициент оборачиваемости дебиторской задолженности = Чистая ожидаемая выручка/Средний остаток дебиторской задолженности
При этом, под чистой ожидаемой выручкой подразумевается выручка компании, подлежащая получению (на счетах дебиторов), за вычетом возвратов и скидок с продаж. Средний остаток дебиторской задолженности включает среднее значение дебиторской задолженности на начало и конец анализируемого периода.
Высокое значение коэффициента показывает, что компания работает на кассовой основе, либо что компания является весьма эффективна в предоставлении продаж в кредит и сборе дебиторской задолженности. Наоборот, низкое значение коэффициента подразумевает, что компания не производит своевременный сбор дебиторской задолженности.

## Связанные соотношения
- Оборачиваемость дебиторской задолженности в днях = 365 / Коэффициент оборачиваемости дебиторской задолженности[3]
- Срок погашения дебиторской задолженности (в днях) = Дебиторская задолженность/Продажи в кредит x 365 [4]
- Срок погашения кредиторской задолженности (в днях): Торговая кредиторская задолженность/Покупки в кредит x 365 = Средний период оплаты в днях[5]